# قناة سنخية
القنوات السنخية (بالإنجليزية: Alveolar canals)‏ هي فتحات في وسط السطح تحت الصدغي للفك، ومن خلالها يمر الأعصاب والأوعية السنخية العلوية الخلفية.